# ریموند بنسون
ریموند بنسون (به انگلیسی: Raymond Benson) از نویسندگان اهل آمریکاست که به خاطر نگارش رمان‌های جیمز باند بین سال‌های ۱۹۹۷ و ۲۰۰۳ به شهرت رسید.

## دوران کودکی و تحصیلات
بنسون در سال ۱۹۵۵ در میدلند تگزاس به دنیا آمد و در سال ۱۹۷۳ از دبیرستان پرمین در اودسا فارغ‌التحصیل شد. او در مدرسه ابتدایی به نواختن پیانو علاقه پیدا کرد و بعداً آن را در قالب آهنگسازی برای نمایش‌های تئاتری پرورش داد. بنسون همچنین در انجمن درام مدرسه فعالیت می‌کرد و در دورهٔ دبیرستان، معاون رئیس آموزشکدهٔ درام بود. او پس از حضور در دانشگاه تگزاس در آستین و دریافت مدرک کارگردانی در حوزه درام، علاقهٔ خود را با کارگردانی سر صحنه‌ای در نیویورک دنبال کرد.

## کار روی مجموعهٔ داستان‌های جیمز باند
بنسون در سال ۱۹۸۵ کتابی با عنوان شانه‌به‌شانهٔ جیمز باند نوشت که به ایان فلمینگ، رمان‌ها و فیلم‌های مجموعهٔ جیمز باند اختصاص داشت. این کتاب در سال ۱۹۸۸ به‌روز شد و بعد از آن، به‌صورت دیجیتالی و بدون به‌روزرسانی مجدد منتشر شده است. این اثر نامزد دریافت جایزهٔ ادگار از طرف معمایی‌نویسان آمریکا در حوزه بهترین اثر بیوگرافی/کارشناسی شد.
بنسون در سال ۱۹۸۵، به‌عنوان طراح و نویسنده در تولید بازی رایانه‌ای جیمز باند ۰۰۷: نمایی به یک قتل همکاری کرد. او این فعالیت را در سال ۱۹۸۶ با کار روی بازی رایانه‌ای گلدفینگر و همکاری در نوشتن قطعهٔ دوم فقط دوبار زندگی می‌کنید، از بازی‌های محبوب نقش‌آفرینی جیمز باند ۰۰۷، ادامه داد.